# 中華人民共和国の国境

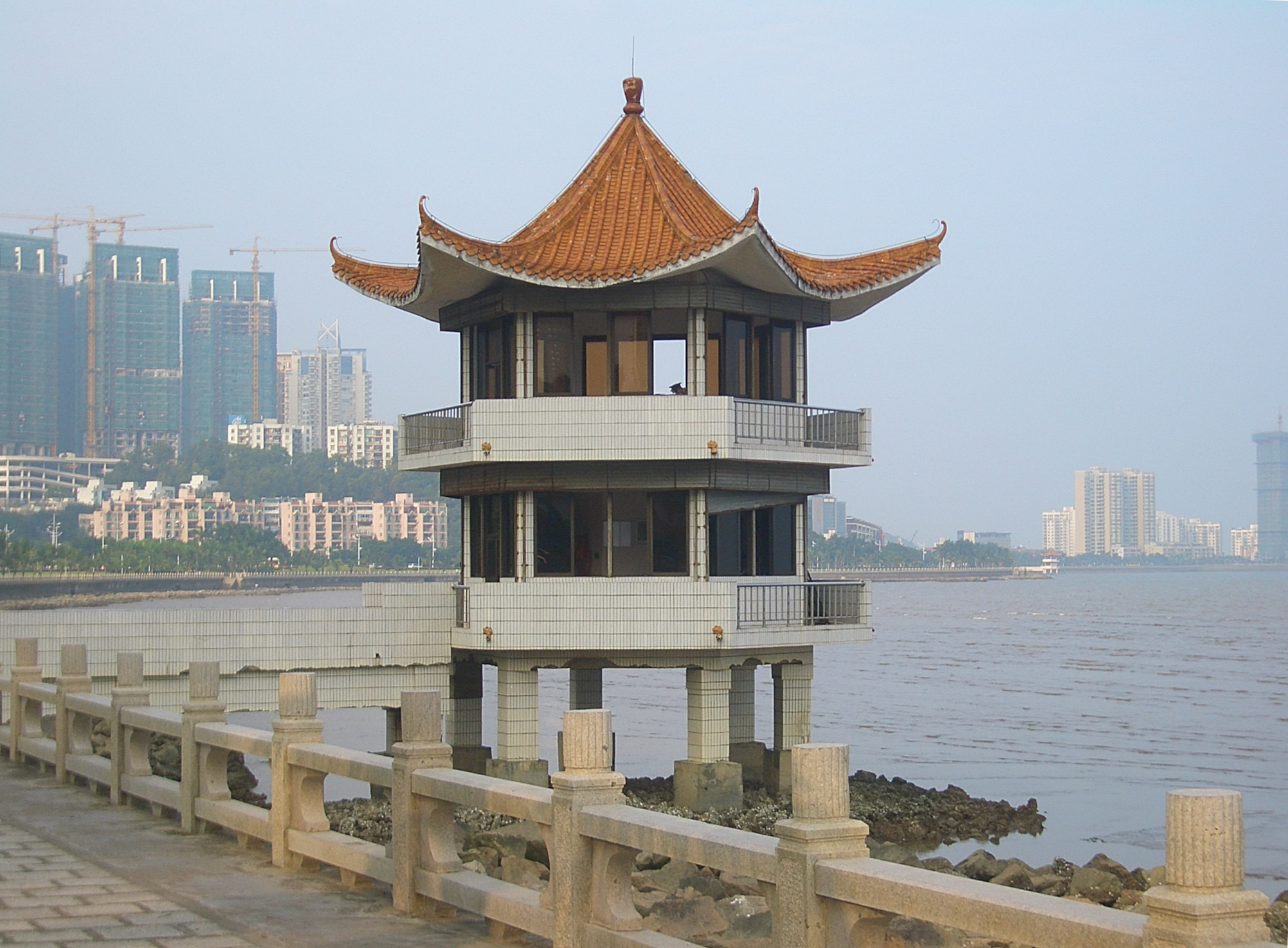
マカオの向かい、広東省珠海市の海岸上にある国境警備隊のブース

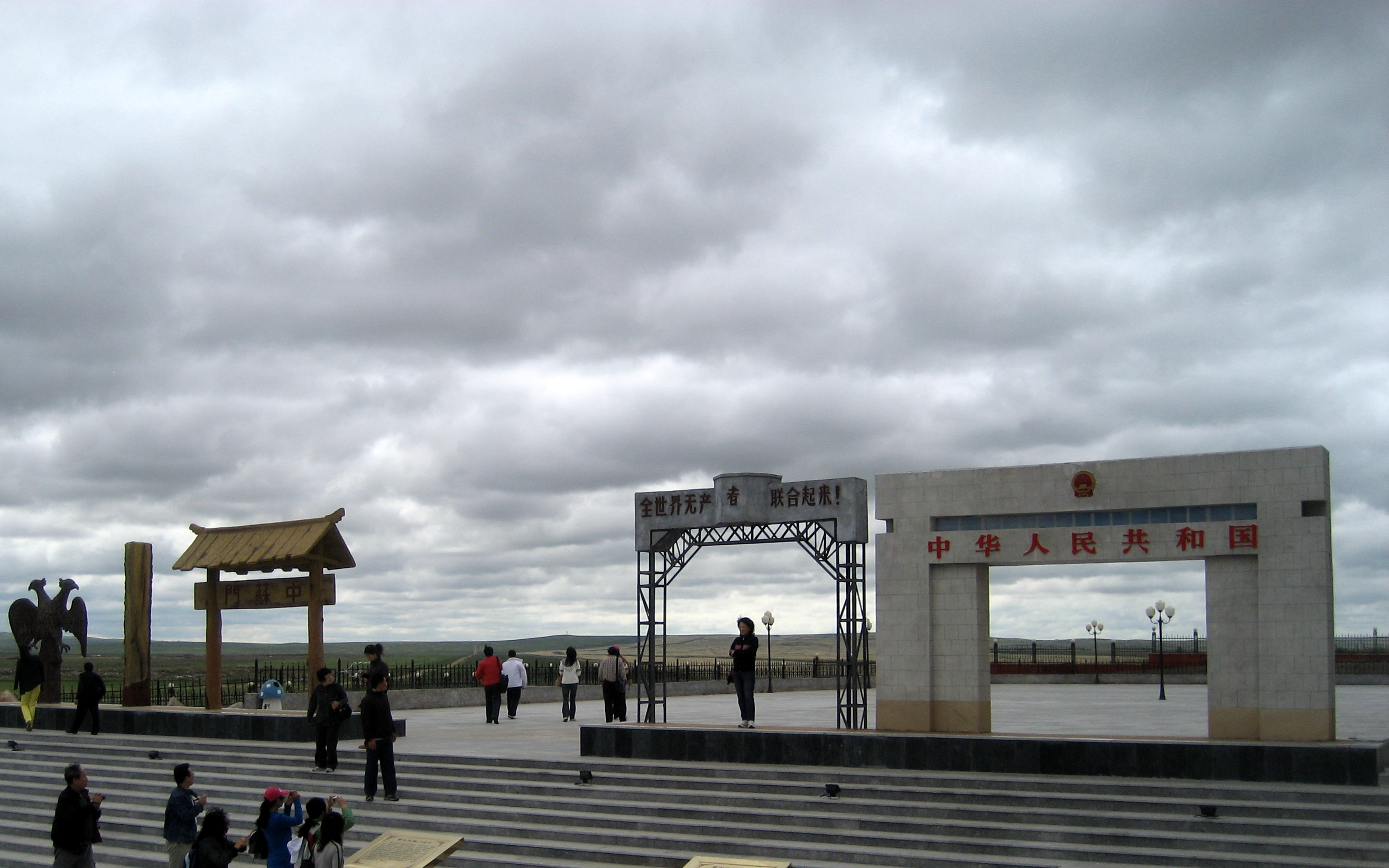
過去の中国からロシアへの様々なゲートの縮小モデル

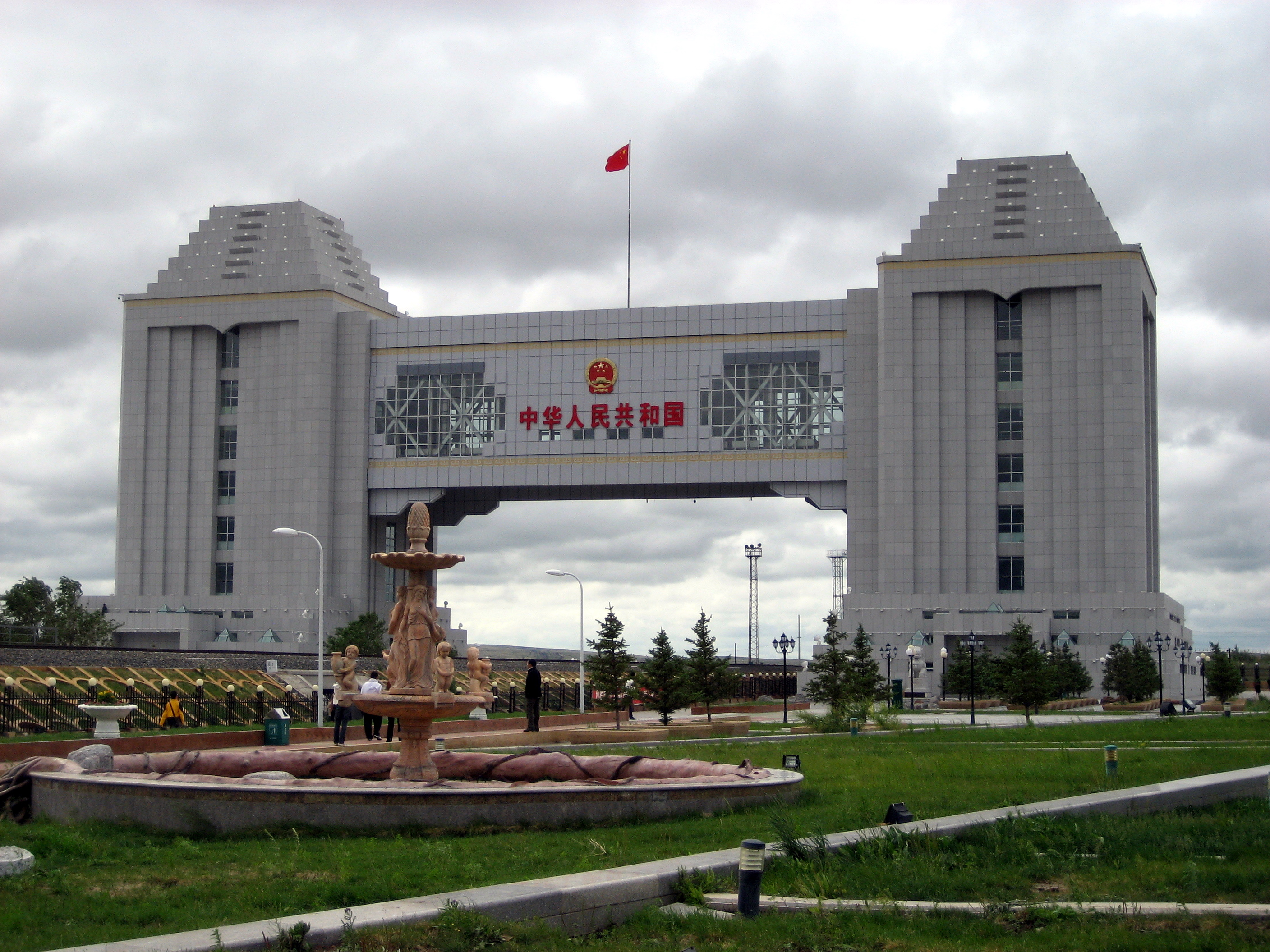
ロシアへの内モンゴル自治区満州里市にある現代の国境ゲート

本項では中華人民共和国の国境（ちゅうかじんみんきょうわこくのこっきょう）について示す。中華人民共和国には、14箇国との国境があり、同じく14箇国と接するロシアを除いて、接するどの国よりも多い。さらに、1997年まで英国領だった香港には30キロメートル、1999年までポルトガル領だったマカオには340メートルと、特別行政区にも境界線がある。陸上にある国境の総延長は22,117キロメートル (13,743 mi) であり、どの国よりも長い。
下記には、東から左回りに、陸上の国境を示した表である。
| 国             | 長さ (km) |
| -------------- | --------- |
| 北朝鮮         | 1416      |
| ロシア (NE)    | 3605      |
| モンゴル       | 4677      |
| ロシア (NW)    | 40        |
| カザフスタン   | 1533      |
| キルギスタン   | 858       |
| タジキスタン   | 414       |
| アフガニスタン | 76        |
| パキスタン     | 523       |
| インド         | 3380*     |
| ネパール       | 1236      |
| ブータン       | 470       |
| ミャンマー     | 2185      |
| ラオス         | 423       |
| ベトナム       | 1281      |
| マカオ         | 0.34      |
| 香港           | 30        |

 * ネパールとブータンにより、3つに隔てられている。